# Максиміліан II (курфюрст Баварії)
Максиміліан II Емануель (нім. Maximilian II. Maria Emanuel Kajetan. Kurfürst von Bayern; 11 липня 1662,  Мюнхен, Баварія — 26 лютого 1726,  Мюнхен, Баварія — курфюрст Баварії з 26 травня 1679 по 29 квітня 1706 і з 6 березня 1714 по 26 лютого 1726 року. Штатгальтер Іспанських Нідерландів з 1692 по 1706 роки.

## Біографія
В 1685 році одружився із австрійською ерцгерцогинею Марією Антонєю (1669–1692), дочкою імператора Леопольда I. У них народилися троє синів, всі померли в дитинстві.
Після смерті першої дружини одружився з Терезою Кунегундою Собеською (1676–1730), дочкою польського короля Яна III, з якою мав шестеро дітей.

## Культурна спадщина

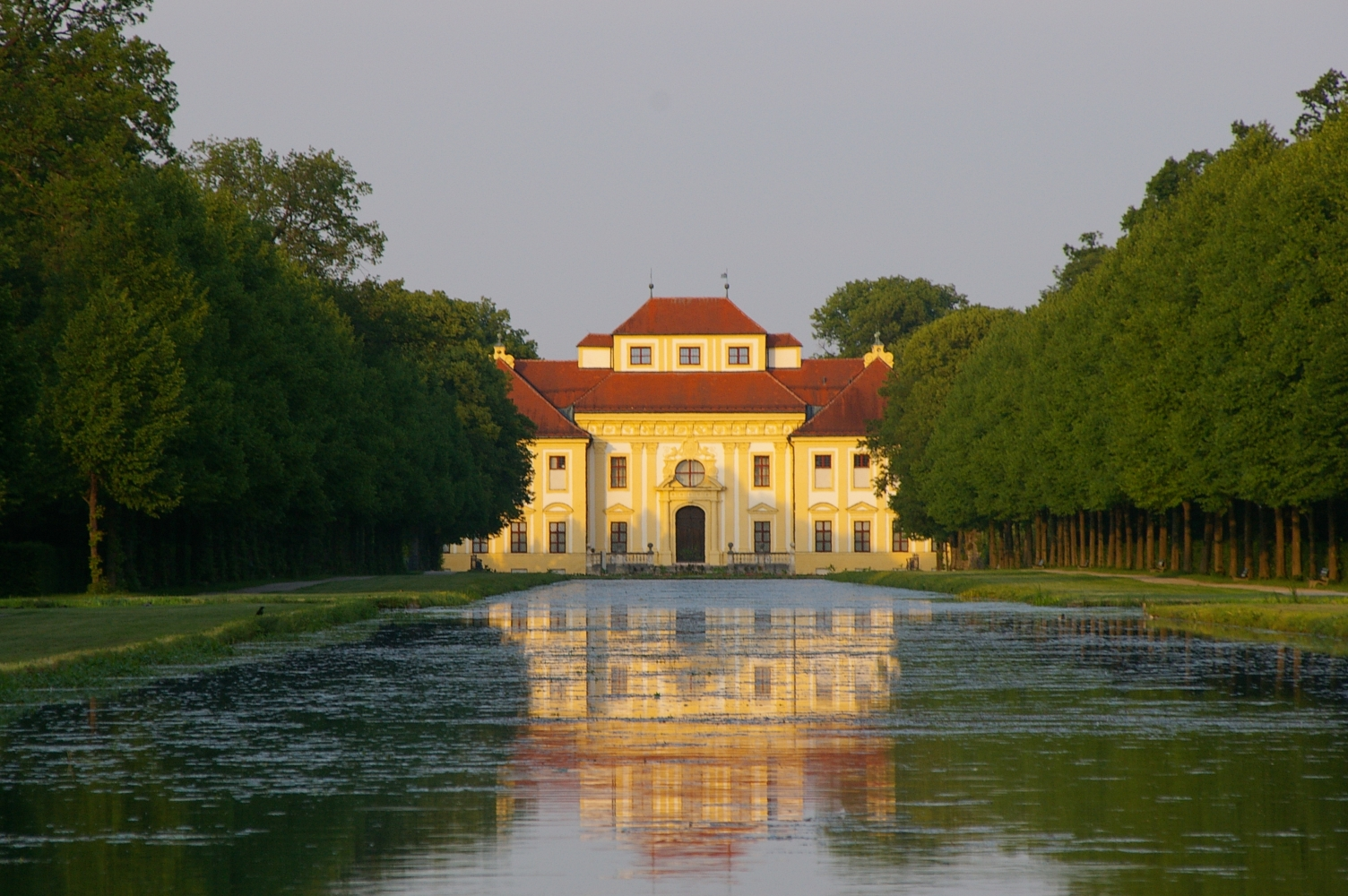
Палац Шляйсгайм

Під час усього свого правління Максиміліан II Емануель протегував мистецтву. Як штатгальтер Іспанських Нідерландів він поповнював колекцію Віттельсбахів численними голландськими і фламандськими картинами .
Спочатку при дворі Максиміліана II домінували, як і за часів його батьків, італійські художники Енріко Дзуккаллі і Джованні Антоніо Віскарді. З призначенням Йозефа Еффнера головним придворним архітектором і молодого Франсуа де Кювільє його помічником поширюється французький вплив. Повернення з війни за іспанську спадщину Макса Емануеля в 1715 році ознаменувало початок епохи баварського рококо.
За правління Максиміліана II був розширений палац Німфенбург, перебудований палац Дахау і зведений новий палац Шляйсгайм. Ці палаци були пов'язані з мережею каналів, розпланованих за зразком амстердамських. У 1715-1717 роках для курфюрста був побудований також мисливський замок Фюрстенрід.

## Родина
Дружина — Марія Антонія (1669–1692), дочка імператора Леопольда I.
Діти:
- Леопольд Фердинанд (1689—1689) — принц Баварський
- Антон (1690)
- Йосиф Фердинанд Леопольд (1692—1699) — курпринц Баварський, з 1698 принц Астурійський і спадкоємець свого двоюрідного діда — Карла II. Помер за рік до Карла II, в результаті чого іспанський престол став предметом боротьби між австрійськими Габсбургами та французькими Бурбонами (Війна за іспанську спадщину).

2 Дружина — Тереза Кунегунда Собеська (1676–1730), дочкою польського короля Яна III.
Діти:
- Марія Анна Кароліна (1696–1750),
- Карл Альбрехт (1697–1745) — майбутній імператор Священної Римської імперії Карл VII
- Філіп Моріс (1698–1719),
- Фердинанд (1699–1738),
- Климент Август (1700–1761) — архієпископ і курфюрст кельнський
- Йоганн Теодор (1703—1763).